# STRAWBERRY NIGHT (原田真二の曲)
「STRAWBERRY NIGHT」（ストロベリーナイト）は、1980年10月5日にリリースされた原田真二&クライシスの曲で、原田真二通算10作目のシングル。

## 解説
- ポリドール・レコード移籍第1弾シングル。ソロから、新たに原田真二&クライシス名義に変更。バンド色を押し立てて再出発した。事務所も独立、「株式会社クライシス」（現エアーフィールド）を興す。
- このバンド名、会社名、移籍第1弾アルバムタイトルにもなった"CRISIS"の意味は、危機以外に"転機"という意味合いもあると当時語っていた。
- 表題曲「ストロベリーナイト」の"ストロベリー"は赤色からイメージしてつけたもので、赤から想像できるものは色々あるが、総じて"危機感"を表現している[1]。
- この曲は2分52秒と原田のシングルの中では最短のナンバーであるが、音楽番組『ミュージックフェア』出演時には、演奏部分を長くした、5分を超えるプログレッシブなバージョンを披露したこともある。

## 収録曲
両曲　作詞・作曲・編曲：原田真二

### SIDE A
STRAWBERRY NIGHT　ストロベリーナイト　(2:52)

### SIDE B
DANSER　ダンセ　(3:45)

## ミュージシャン
詳細不明

## 関連作品
- 2006年 GOLDEN☆BEST 原田真二&クライシス LIFE〜ポリドール・イヤーズ 1980-1981
- 2007年 原田真二&クライシス ポリドール・イヤーズ完全盤